# Vivo '83
Vivo '83 es el título del segundo álbum en directo del grupo Leño grabado en 1983 y publicado el 21 de junio de 2006 por el sello Sony BMG. Incluye un DVD Documental compuesto por varios clips de conciertos en directo del año 1983 pertenecientes a una grabación realizada y editada por Félix García, además de algunas entrevistas. 

## Listas de canciones
| N.º | Título                               | Escritor(es)                                                         | Duración |  |
| 1.  | «Entre Las Cejas»                    | Rosendo Mercado / Tony Urbano / Ramiro Penas                         | 3:54     |  |
| 2.  | «Sorprendente»                       | Rosendo Mercado / Tony Urbano / Ramiro Penas                         | 4:08     |  |
| 3.  | «Sí Señor, Sí Señor»                 | Rosendo Mercado / Tony Urbano / Ramiro Penas                         | 2:44     |  |
| 4.  | «Mientras Tanto»                     | Rosendo Mercado / Tony Urbano / Ramiro Penas                         | 4:16     |  |
| 5.  | «Cucarachas»                         | Rosendo Mercado / Tony Urbano / Ramiro Penas / Mª Fernanda de Andrés | 3:18     |  |
| 6.  | «¡Que Tire La Toalla!»               | Rosendo Mercado / Tony Urbano / Ramiro Penas                         | 4:03     |  |
| 7.  | «Corre, Corre»                       | Rosendo Mercado / Tony Urbano / Ramiro Penas                         | 3:25     |  |
| 8.  | «La Noche De Que Te Hablé»           | Rosendo Mercado / Tony Urbano / Ramiro Penas                         | 2:46     |  |
| 9.  | «Solos (Improvisación Instrumental)» |                                                                      | 6:16     |  |
| 10. | «El Tren»                            | Rosendo Mercado / José Carlos Molina                                 | 6:12     |  |
| 11. | «Maneras de vivir»                   | Rosendo Mercado / Tony Urbano / Ramiro Penas                         | 4:37     |  |
| 12. | «Este Madrid»                        | Rosendo Mercado / Chiqui Mariscal / Ramiro Penas                     | 7:33     |  |

## Músicos
- Rosendo Mercado: guitarra y voz.
- Ramiro Penas: batería y coros.
- Tony Urbano: bajo y coros.

## Créditos
CD grabado en las Fuentes de Montjuic, Barcelona (6/9/83).
Unidad móvil "Manor Mobile" (Londres).
Producción: Carlos Narea (Grabación) y Eugenio Muñoz (mezclas 2006).
Ingeniero grabación: Steve Ridder.
Transfer analógico-digital realizado en "BOX" (Madrid).
Mezclado en "Track" (Madrid) por Eugenio Muñoz y Mario Fdez. Trejo.
Ayudante mezclas: Alfredo Jiménez.
Masterizado en "Master Tips" (Madrid) por Juan A. Hidalgo.
Diseño carpeta "Leño"
Incluye DVD documental compuesto por varios clips de conciertos en directo del año 1982 perteneciente a una grabación realizada y editada por Félix García.
Entrevistas: Paco Pérez Brian, Teddy Bautista, Manolo Camacho, Eugenio Muñoz, Luz Casal, Luis Soler, Alejandro Menéndez, Miguel Ríos, Miguel Pérez Solís y Carlos Narea.
Cámara: María Barroso, José Arana y Roberto Butragueño.
Montaje y edición: Alberto Alejos "Mintxo", Juan Carlos Heranz "Hormigón" y Eugenio Muñoz.
Material Fotográfico del archivo personal del grupo.

## Posiciones en las listas
| Año  | Lista      | Posición |
| ---- | ---------- | -------- |
| 2006 | PROMUSICAE | N.º 12   |